# 科钦达
科钦达（Kochinda），是印度奥里萨邦Sambalpur县的一个城镇。总人口13584（2001年）。

## 人口
该地2001年总人口13584人，其中男性6959人，女性6625人；0—6岁人口1641人，其中男845人，女796人；识字率65.98%，其中男性为71.27%，女性为60.42%。